# Synclerostola sedosa
Synclerostola sedosa är en fjärilsart som beskrevs av Köhler 1979. Synclerostola sedosa ingår i släktet Synclerostola och familjen nattflyn. Inga underarter finns listade i Catalogue of Life.